# Milică Moldoveanu
Milică Moldoveanu (n. 12 ianuarie 1937, Cîmpina, România) este un istoric și cercetător român.

## Viața și activitatea
Milică Moldoveanu s-a născut în Cîmpina, la 12 ianuarie 1937. Acesta a urmat studiile secundare în localitatea natală și pe cele universitare la București, respectiv Cracovia. Fiind interesat de domeniul Istoriei Contemporane, a fost numit cercetător științific principal (din 1966) la Institutul de studii istorice și social-politice din apropierea Comitetului Central al Partidului Comunist Român. Milică Moldoveanu a efectuat studii pe tema relațiilor dintre România și Polonia în timpul celui de-al Doilea Război Mondial, iar lucrările sale demonstrează interesul crescut, atât pentru istoria contemporană a României, cât și pentru cea universală.

## Opera
Lucrări realizate în colaborare:
- Lucrările lui V.I. Lenin In România. Contribuții bibliografice, în AI, XVI (1970), 1, p. 104-134.
- Transformarea luptei de eliberare națională în revoluție populară în țările din central și sud-estul Europei în condițiile victoriei asupra fascismului, în „9 mai 1945-1970", București, 1970, p. 264-271.
- Momente principale ale revoluției și construcției socialiste în Republica Populară Polonă, în AI, XVIII (1972), 1, p. 133-144.